# Erodium vetteri
Erodium vetteri là một loài thực vật có hoa trong họ Mỏ hạc. Loài này được Barbey & Fors.-Major mô tả khoa học đầu tiên năm 1892.